# John William Dunne
John William Dunne (Kildare, 1875 – Banbury, 24 agosto 1949) è stato uno scrittore e pioniere dell'aviazione irlandese, famoso per essere stato il primo ingegnere aeronautico ad aver costruito dei velivoli dotati di ali a freccia positiva, poco tempo dopo la realizzazione del famoso aeroplano da parte dei fratelli Wright.
Dopo aver prestato servizio militare nel corso della seconda guerra boera, Dunne iniziò a lavorare alla progettazione ed alla realizzazione di aeromobili. Fu inoltre l'autore di diversi saggi sulla natura del tempo.

## Biografia

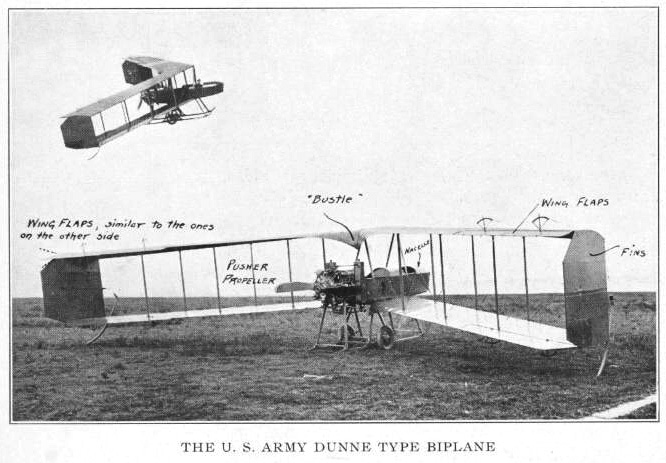
Un biplano costruito su modello di quelli di Dunne nel 1917 per conto della US Army.

John William Dunne nacque nella contea di Kildare, nella provincia di Leinster, in Irlanda nel 1875 da genitori anglo-irlandesi. Terzo figlio del generale John Hart Dunne e dell'aristocratica Julia Elizabeth Dunne, a 25 anni (1900) si unì al reggimento di volontari Imperial Yeomanry per combattere nel corso della seconda guerra boera come sottotenente. Rispedito a casa dopo aver contratto la febbre tifoide, nel 1902 fece ritorno al fronte in un altro reggimento, il Wiltshire, lo stesso nel quale suo padre aveva prestato il servizio di comandante.
In seguito a quello che secondo lui fu un sogno premonitore dell'eruzione del monte Pelée, nella Martinica, nel 1902, iniziò a riflettere sulla natura del tempo, tema sul quale scrisse diversi libri, Dunne passò molto del suo tempo in esperimenti sull'ipnagogia e sui sogni.
Dunne progettò inoltre diversi aeroplani, i primi ad utilizzare ali a freccia positiva. Il Dunne D.1 fu la prima delle sue creazioni.

## Opere di Dunne
- Sunshine and the Dry-Fly (1924)
- Esperimento col tempo (1927)
- The Serial Universe (1934)
- The League of Northwest Europe (1936)
- The Jumping Lions of Borneo (1937)
- The New Immortality (1938)
- An Experiment with St. George (1938)
- Nothing Dies (1946)